# FA Cup 1905/06

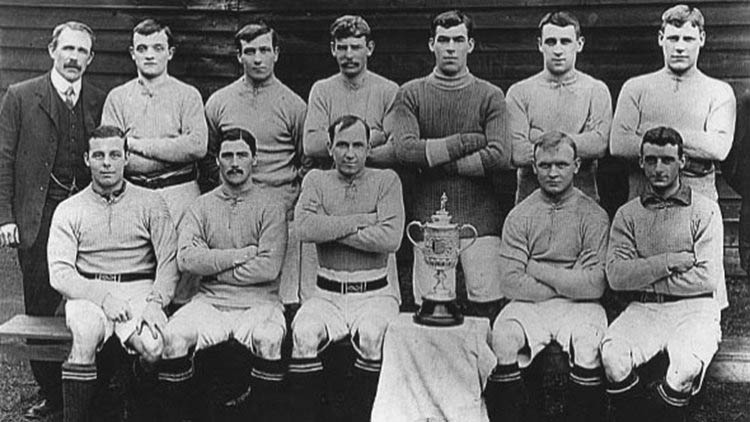
Die Siegermannschaft des FC Everton im Jahr 1906.

Der FA Cup 1905/06 war die 35. Austragung des The Football Association Challenge Cup (meist als FA Cup bekannt).
Der Pokalwettbewerb startete mit der Qualifikation zwischen dem 23. September 1905 und dem 20. Dezember 1905. Die Hauptrunde begann anschließend ab dem 13. Januar 1906 und endete mit dem Finalspiel im Crystal Palace in London am 21. April 1906 vor einer Kulisse von offiziell 75.609 Zuschauern. Sieger des Wettbewerbs wurde zum ersten Mal der FC Everton. Unterlegener Finalist war Newcastle United.

## Wettbewerb

### Erste Hauptrunde
| Datum           |                        | Ergebnis |                         |
| --------------- | ---------------------- | -------- | ----------------------- |
| 13. Januar 1906 | Aston Villa            | 11:0     | FC King’s Lynn          |
| 13. Januar 1906 | Birmingham City        | 1:0      | Preston North End       |
| 13. Januar 1906 | FC Bishop Auckland     | 0:3      | Wolverhampton Wanderers |
| 13. Januar 1906 | FC Blackpool           | 1:1      | Crystal Palace          |
| 13. Januar 1906 | Bradford City          | 3:2      | AFC Barrow              |
| 13. Januar 1906 | FC Brentford           | 2:1      | Bristol City            |
| 13. Januar 1906 | Brighton & Hove Albion | 3:0      | Swindon Town            |
| 13. Januar 1906 | Burslem Port Vale      | 0:3      | Gainsborough Trinity    |
| 13. Januar 1906 | FC Bury                | 1:1      | Nottingham Forest       |
| 13. Januar 1906 | Clapton Orient         | 0:0      | FC Chesterfield         |
| 13. Januar 1906 | Crewe Alexandra        | 1:1      | FC Barnsley             |
| 13. Januar 1906 | Derby County           | 4:0      | Kettering Town          |
| 13. Januar 1906 | FC Everton             | 3:1      | West Bromwich Albion    |
| 13. Januar 1906 | FC Fulham              | 1:0      | Queens Park Rangers     |
| 13. Januar 1906 | Hull City              | 0:1      | FC Reading              |
| 13. Januar 1906 | Lincoln City           | 4:2      | Stockport County        |
| 13. Januar 1906 | FC Liverpool           | 2:1      | Leicester Fosse         |
| 13. Januar 1906 | Manchester United      | 7:2      | Staple Hill             |
| 13. Januar 1906 | FC Middlesbrough       | 3:0      | Bolton Wanderers        |
| 13. Januar 1906 | FC Millwall            | 1:0      | Burton United           |
| 13. Januar 1906 | New Brompton           | 2:1      | Northampton Town        |
| 13. Januar 1906 | New Crusaders          | 3:6      | Plymouth Argyle         |
| 13. Januar 1906 | Newcastle United       | 6:0      | Grimsby Town            |
| 13. Januar 1906 | Norwich City           | 1:1      | Tunbridge Wells Rangers |
| 13. Januar 1906 | Sheffield United       | 4:1      | Manchester City         |
| 13. Januar 1906 | The Wednesday          | 1:0      | Bristol Rovers          |
| 13. Januar 1906 | FC Southampton         | 5:1      | FC Portsmouth           |
| 13. Januar 1906 | FC Stoke               | 1:0      | Blackburn Rovers        |
| 13. Januar 1906 | AFC Sunderland         | 1:0      | Notts County            |
| 13. Januar 1906 | Tottenham Hotspur      | 2:0      | FC Burnley              |
| 13. Januar 1906 | Woolwich Arsenal       | 1:1      | West Ham United         |
| 13. Januar 1906 | Worcester City         | 0:6      | FC Watford              |

#### Wiederholungsspiele
| Datum           |                         | Ergebnis |                  |
| --------------- | ----------------------- | -------- | ---------------- |
| 17. Januar 1906 | FC Chesterfield         | 3:0      | Clapton Orient   |
| 17. Januar 1906 | Crystal Palace          | 1:1      | Blackpool        |
| 17. Januar 1906 | Nottingham Forest       | 6:2      | FC Bury          |
| 17. Januar 1906 | Tunbridge Wells Rangers | 0:5      | Norwich City     |
| 18. Januar 1906 | FC Barnsley             | 4:0      | Crewe Alexandra  |
| 18. Januar 1906 | West Ham United         | 2:3      | Woolwich Arsenal |
| 22. Januar 1906 | FC Blackpool            | 1:0      | Crystal Palace   |

### Zweite Hauptrunde
| Datum           |                        | Ergebnis |                         |
| --------------- | ---------------------- | -------- | ----------------------- |
| 3. Februar 1906 | Aston Villa            | 0:0      | Plymouth Argyle         |
| 3. Februar 1906 | Bradford City          | 5:0      | Wolverhampton Wanderers |
| 3. Februar 1906 | FC Brentford           | 3:0      | Lincoln City            |
| 3. Februar 1906 | Brighton & Hove Albion | 1:1      | FC Middlesbrough        |
| 3. Februar 1906 | Derby County           | 0:0      | Newcastle United        |
| 3. Februar 1906 | FC Everton             | 3:0      | FC Chesterfield         |
| 3. Februar 1906 | FC Fulham              | 1:3      | Nottingham Forest       |
| 3. Februar 1906 | FC Liverpool           | 1:0      | Barnsley                |
| 3. Februar 1906 | Manchester United      | 3:0      | Norwich City            |
| 3. Februar 1906 | New Brompton           | 0:0      | FC Southampton          |
| 3. Februar 1906 | Sheffield United       | 1:2      | FC Blackpool            |
| 3. Februar 1906 | The Wednesday          | 1:1      | Millwall                |
| 3. Februar 1906 | FC Stoke               | 0:1      | Birmingham City         |
| 3. Februar 1906 | AFC Sunderland         | 1:1      | Gainsborough Trinity    |
| 3. Februar 1906 | Tottenham Hotspur      | 3:2      | FC Reading              |
| 3. Februar 1906 | Woolwich Arsenal       | 3:0      | FC Watford              |

#### Wiederholungsspiele
| Datum            |                        | Ergebnis |                        |
| ---------------- | ---------------------- | -------- | ---------------------- |
| 7. Februar 1906  | FC Middlesbrough       | 1:1      | Brighton & Hove Albion |
| 7. Februar 1906  | Newcastle United       | 2:1      | Derby County           |
| 7. Februar 1906  | Plymouth Argyle        | 1:5      | Aston Villa            |
| 7. Februar 1906  | FC Southampton         | 1:0      | New Brompton           |
| 7. Februar 1906  | AFC Sunderland         | 3:0      | Gainsborough Trinity   |
| 8. Februar 1906  | FC Millwall            | 0:3      | The Wednesday          |
| 12. Februar 1906 | Brighton & Hove Albion | 1:3      | FC Middlesbrough       |

### Dritte Hauptrunde
| Datum            |                   | Ergebnis |                   |
| ---------------- | ----------------- | -------- | ----------------- |
| 24. Februar 1906 | FC Everton        | 1:0      | Bradford City     |
| 24. Februar 1906 | FC Liverpool      | 2:0      | FC Brentford      |
| 24. Februar 1906 | Manchester United | 5:1      | Aston Villa       |
| 24. Februar 1906 | Newcastle United  | 5:0      | FC Blackpool      |
| 24. Februar 1906 | The Wednesday     | 4:1      | Nottingham Forest |
| 24. Februar 1906 | FC Southampton    | 6:1      | FC Middlesbrough  |
| 24. Februar 1906 | Tottenham Hotspur | 1:1      | Birmingham City   |
| 24. Februar 1906 | Woolwich Arsenal  | 5:0      | AFC Sunderland    |

#### Wiederholungsspiel
| Datum            |                 | Ergebnis |                   |
| ---------------- | --------------- | -------- | ----------------- |
| 28. Februar 1906 | Birmingham City | 2:0      | Tottenham Hotspur |

### Vierte Hauptrunde
| Datum         |                   | Ergebnis |                  |
| ------------- | ----------------- | -------- | ---------------- |
| 10. März 1906 | Birmingham City   | 2:2      | Newcastle United |
| 10. März 1906 | FC Everton        | 4:3      | The Wednesday    |
| 10. März 1906 | FC Liverpool      | 3:0      | FC Southampton   |
| 10. März 1906 | Manchester United | 2:3      | Woolwich Arsenal |

#### Wiederholungsspiel
| Datum         |                  | Ergebnis |                 |
| ------------- | ---------------- | -------- | --------------- |
| 14. März 1906 | Newcastle United | 3:0      | Birmingham City |

### Halbfinale
Die beiden Spiele wurden am 31. März 1906 ausgetragen.
|                  | Ergebnis |                  | Ort            |
| ---------------- | -------- | ---------------- | -------------- |
| FC Everton       | 2:0      | FC Liverpool     | Birmingham     |
| Newcastle United | 2:0      | Woolwich Arsenal | Stoke-on-Trent |

### Finale
| FC Everton                                         | FC Everton | Newcastle United | Newcastle United |
| -------------------------------------------------- | --- | --- | ---------------- |
| FC Everton                                         | \| Finale \| \| Samstag, 21. April 1906 in London (Crystal Palace) \| \| Ergebnis: 1:0 (0:0) \| \| Zuschauer: 75.609 \| \| Schiedsrichter: Fred Kirkham \| \| Spielbericht \|      | \| Finale \| \| Samstag, 21. April 1906 in London (Crystal Palace) \| \| Ergebnis: 1:0 (0:0) \| \| Zuschauer: 75.609 \| \| Schiedsrichter: Fred Kirkham \| \| Spielbericht \|         | Newcastle United |
| FC Everton                                         | Billy Scott – Billy Balmer, Jack Crelley – Harry Makepeace, Jack Taylor, Walter Abbott – Jack Sharp, Hugh Bolton, Sandy Young, Jimmy Settle, Harold Hardman Cheftrainer: Will Cuff | Jimmy Lawrence – Andy McCombie, Jack Carr – Alex Gardner, Andy Aitken, Peter McWilliam – Jock Rutherford, James Howie, Colin Veitch, Ronald Orr, Bert Gosnell Cheftrainer: Frank Watt | Newcastle United |
| FC Everton                                         | 1:0 Sandy Young (77.) | | Newcastle United |
| Finale                                             | | |                  |
| Samstag, 21. April 1906 in London (Crystal Palace) | | |                  |
| Ergebnis: 1:0 (0:0)                                | | |                  |
| Zuschauer: 75.609                                  | | |                  |
| Schiedsrichter: Fred Kirkham                       | | |                  |
| Spielbericht                                       | | |                  |